# Luta (województwo lubelskie)
Luta – wieś w Polsce położona w województwie lubelskim, w powiecie włodawskim, w gminie Włodawa.
W 1863 r. powstańcy styczniowi stoczyli pod Lutą bitwę z wojskami rosyjskimi.
W latach 1975–1998 miejscowość administracyjnie należała do województwa chełmskiego.
Wieś jest sołectwem w gminie Włodawa. Według Narodowego Spisu Powszechnego z roku 2011 wieś liczyła 36 mieszkańców.
Wierni Kościoła rzymskokatolickiego należą do parafii Najświętszego Serca Jezusowego we Włodawie.